# Ergolin
Ergolin ist eine polycyclische, stickstoffhaltige organische chemische Verbindung. Diese Substanz wurde zuerst 1937 von Walter A. Jacobs und R. Gordon Gould Jr. beschrieben. Sie ist das Grundgerüst des Großteils der Mutterkornalkaloide und zahlreicher weiterer voll- oder teilsynthetisch hergestellter Substanzen. Vom Ergolin strukturell abgeleitete Substanzen werden Ergoline bezeichnet und in der Medizin zur Behandlung der Migräne, der Parkinson-Krankheit sowie von Herz-Kreislauferkrankungen eingesetzt. Der Name wurde von der – vorwiegend im englischen Sprachraum verbreiteten – Bezeichnung Ergot für Sklerotien des Mutterkornpilzes Claviceps abgeleitet.

## Darstellung
Die Synthese von Ergolin basiert auf dem Aufbau eines tetrazyklischen Ringsystems ausgehend von Naphthalsäure. In einem ersten Reaktionsschritt wird Naphthalsäure nach Leuck, Perkins und Whitmore zu 3-Nitro-1-naphthoesäure umgesetzt, welche in Gegenwart von Eisen(II)-sulfat und Ammoniak zu 3-Amino-1-naphthoesäure reduziert wird. In einer Skraup-Synthese wird die bicyclische 3-Amino-1-naphthoesäure durch säurekatalysierte Addition von Acrolein aus Glycerol um einen Ring zur 5,6-Benzochinolin-7-carbonsäure erweitert. Unter Zusatz von rauchender Salpetersäure wird die 5,6-Benzochinolin-7-carbonsäure zu 3′-Nitro-5,6-benzochinolin-7-carbonsäure nitriert. Das Reaktionsprodukt wird in Gegenwart von Eisen(II)-sulfat im alkalischen Milieu zum Amin reduziert. Nach Zusatz von Salzsäure erfolgt der Ringschluss zum entsprechenden Lactam, dem tetrazyklischen 3′-Amino-5,6-benzochinolin-7-carbonsäurelactam. Abschließend wird das Lactam mit elementarem Natrium in Butanol zum Endprodukt Ergolin reduziert.

## Eigenschaften

### Chemische Eigenschaften
Ergolin ist eine weiße pulvrig-kristalline Substanz, die sich leicht in Ethanol, Chloroform und Benzol löst. In Gegenwart von Ehrlichs Reagenz oder Van-Urk-Reagenz gibt Ergolin eine intensive Farbreaktion. Eine tiefe blau-violette Färbung kann in Gegenwart von Kellers Reagenz beobachtet werden.

### Stereochemie
Ergolin besitzt zwei Stereozentren. Somit existieren rechnerisch 4 Stereoisomere des Ergolins. Alle natürlich vorkommenden und alle therapeutisch genutzten Derivate des Ergolins besitzen eine 5R-Konfiguration.